# موتور علی احمد خالق‌پور
موتور علی احمد خالق‌پور یک منطقهٔ مسکونی در ایران است که در دهستان جازموریان واقع شده‌است.